# موريس ستيرن
موريس ستيرن (بالإنجليزية: Maurice Stern)‏ هو معلم موسيقى ومغني أوبرا ومغني وموسيقي وفنان أمريكي، ولد في القرن العشرين.

## روابط خارجية
- موريس ستيرن على موقع أول ميوزيك (الإنجليزية)